# Dominicanenkerk (Wenen)
De Dominicanenkerk Sint-Maria rotonde (Duits: Dominikanerkirche St. Maria Rotunda) is een oorspronkelijk in 1237 gebouwde en voor het laatst in de 17e eeuw herbouwde rooms-katholieke parochiekerk in Wenen. De kerk is gelegen aan de Postgasse in de historische binnenstad van de Oostenrijkse hoofdstad.

## Geschiedenis
Hertog Leopold VI van Oostenrijk liet in 1226 de Orde der Dominicanen in Wenen vestigen. Op een aan de monniken ter beschikking gesteld stuk grond in de buurt van de Stubentor werd een klooster met een aangesloten kapel opgericht. De romaanse kapel werd in 1237 gewijd, maar al in 1283 na verwoestingen door twee branden werd besloten tot de bouw van een nieuwe en grotere gotische kerk. In 1302 werd het koor van deze kerk door de Dominicaner kardinaal Niccolò Boccasini (de latere paus Benedictus XI) gewijd. 
Als gevolg van de eerste Turkse belegering van Wenen in 1529 werd de kerk grotendeels afgebroken om met het vrijgekomen bouwmateriaal de Weense stadsmuur te versterken.  
Op 6 mei 1631 legde Ferdinand II van Oostenrijk de eerste steen voor een nieuwe barokke kerk. Na circa drie jaar werd de ruwe bouw voltooid, de wijding volgde op 1 oktober 1634. De koepel en gevel werden pas naderhand van 1666 tot 1674 gebouwd. Het kerkgebouw betrof destijds op de dom van Wenen na het grootste kerkgebouw van de stad.
In 1927 verhief paus Pius XI de kerk tot basilica minor.

## Beschrijving
Aan de bouw van de huidige barokke kerk namen vooral Italiaanse bouwmeesters en kunstenaars deel. De vormgeving van de gevel oriënteert dan ook aan de vroegbarokke Romeinse kerken, die op hun beurt weer waren geïnspireerd op de Florentijnse Santa Maria Novella. 
Boven het portaal bevindt zich het beeld van Onze-Lieve-Vrouw van de Heilige Rozenkrans, aan wie de kerk werd gewijd. Hier sieren nog acht andere heiligen de gevel, die allen tot de Dominicaner orde behoren: de Moeder Gods wordt geflankeerd door de knielende beelden van Catharina van Siena en Agnes van Montepulciano. In de nissen van de onderste verdieping bevinden zich de beelden van Lodewijk Beltrán en Rosa van Lima, in die van de bovenverdieping Hyacinthus van Polen en Vincent Ferrer. Op de hoeken van de bovenverdieping staan de beelden van de belangrijkste geleerden van de Dominicanen, Albertus Magnus en Thomas van Aquino.
Het kerkschip is 46,54 meter lang, 20,90 meter breed en heeft een hoogte van 22,10 meter. Het huidige hoogaltaar van Karl Rösner met het door Leopold Kupelwieser geschilderde doek stamt uit de jaren 1839 tot 1840. De altaarschilderijen van de Thomaskapel werden in 1649 vervaardigd door de hofschilder van keizer Ferdinand III, Frans Luycx. 
Het oude kerkorgel werd in 1896 door een nieuw orgel van de firma Rieger vervangen.

### Fresco's
De vroegbarokke plafondfresco's in het kerkschip werden volgens een overeenkomst van 18 maart 1675 door Matthias Rauchmüller vervaardigd. De 46 schilderwerken hebben betrekking op de Mariale thematiek.
De invloedrijke schilder Carpoforo Tencalla decoreerde tegelijkertijd de apsis bij het hoofdaltaar met twee historische voorstellingen van Christelijke overwinningen die werden toegeschreven aan de tussenkomst van de rozenkrans: de Slag bij Muret (1213) en de Slag bij Lepanto (1571). Tencala verzorgde eveneens de schilderwerken op de muren van de zijkapellen. Het fresco in de koepel verving een ouder werk uit 1674 van de Vlaming Nikolaas van Hoy. In 1820 werd een nieuwe koepel gebouwd en in 1836 beschilderd door Franz Geyling. Het toont Maria met kind onder het gouden licht van de Drievuldigheid, omringd door knielende engelen. De medaillons in de vier kruispijlers van de koepel zijn van een onbekende kunstenaar en stellen drie Dominicaner pausen (paus Innocentius V, paus Benedictus XI en paus Pius V) en Sint-Antonius voor. De grote beelden aan de pijlers van een lokale beeldhouwer zijn de vier kerkleraren (Gregorius de Grote; Ambrosius; Augustinus; Hiëronymus).

### Hoogaltaar
Het hoofdaltaar van rood marmer vult vrijwel de gehele apsis. Het barokke bouwwerk uit 1839-1840 werd gemaakt door Carl Roesner ter vervanging van het oude vervallen altaar. Het grote centrale altaardoek (720 cm x 430 cm) van Leopold Kupelwieser (1840) stelt de instelling van het Feest van de Rozenkans door paus Pius V voor en wordt geflankeerd door Korinthische zuilen. Het tabernakel stamt uit 1885 en werd van verguld messing gemaakt.

### Kansel
De vergulde preekstoel dateert uit 1700 en werd gemaakt door Matthias Steinl. Het antependium toont een blauwe wereldbol omringd door een rozenkrans en daaronder, in het medaillon, het motto toto diffunditur Orbe (verspreidt het over de gehele wereld). Het klankbord van de kansel wordt bekroond door de Heilige Geest in de hoedanigheid van een duif omgeven door een halo van lichtstralen en omringd door engelen.

## Galerij

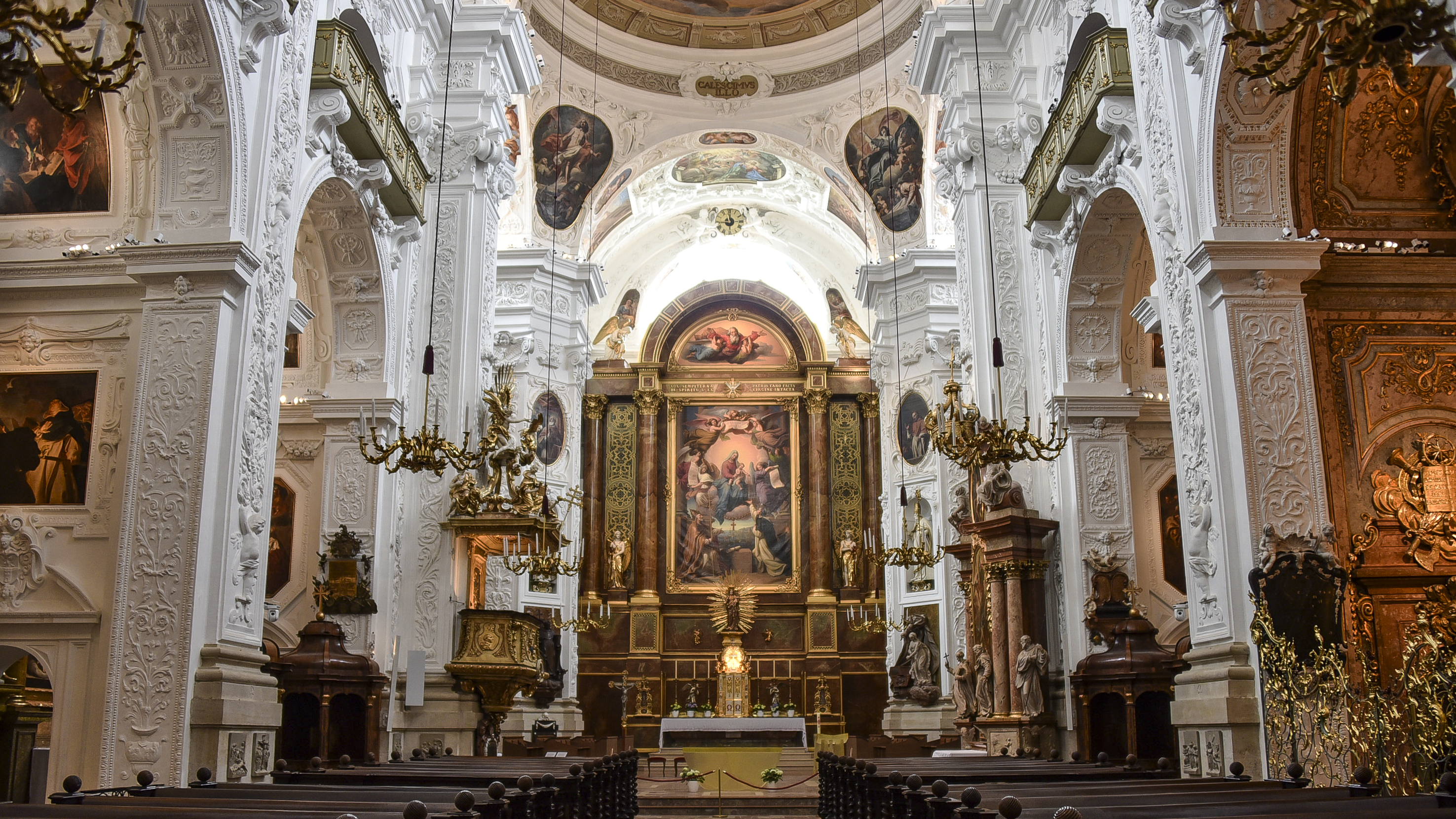
Priesterkoor
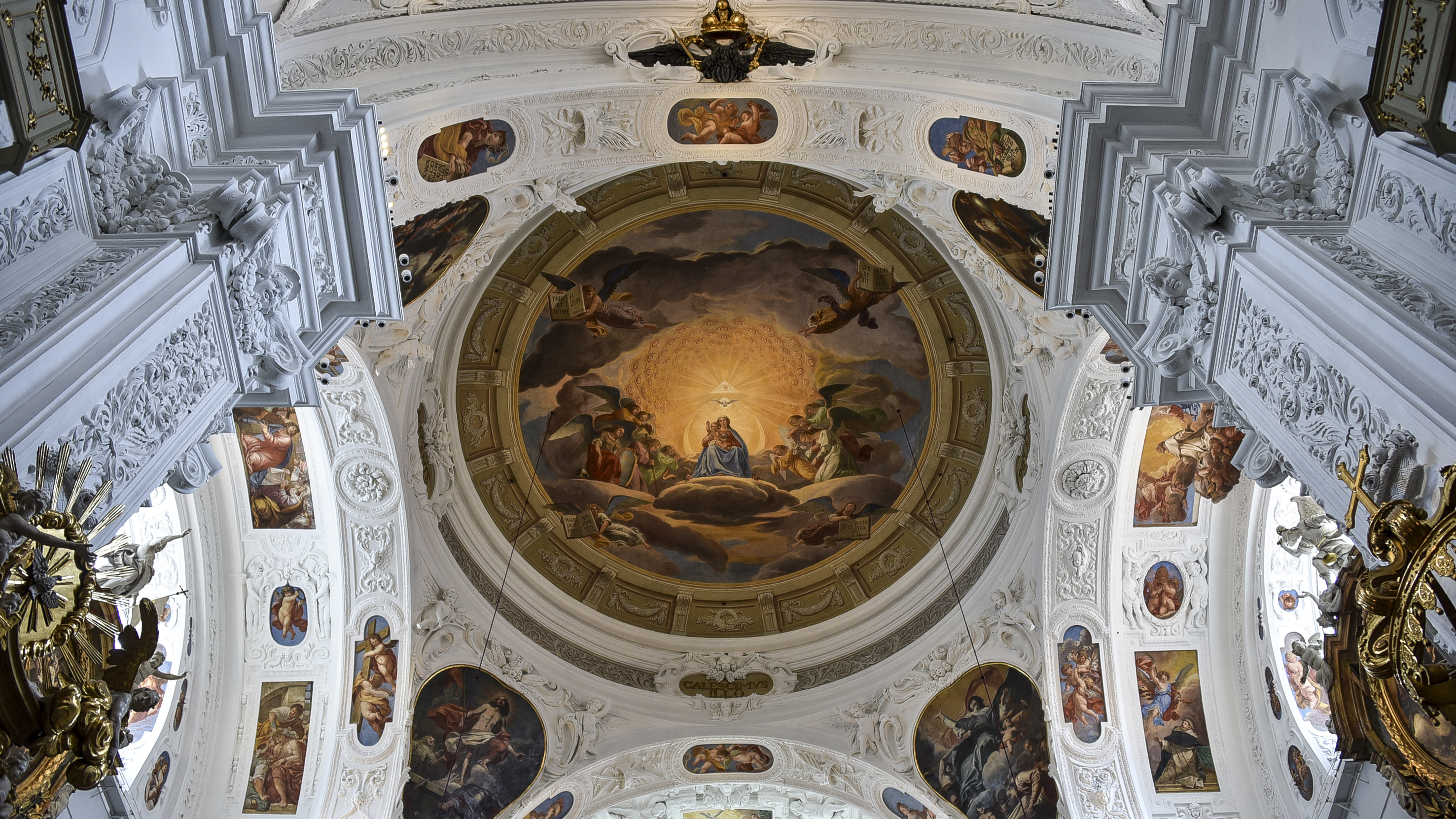
Koepel
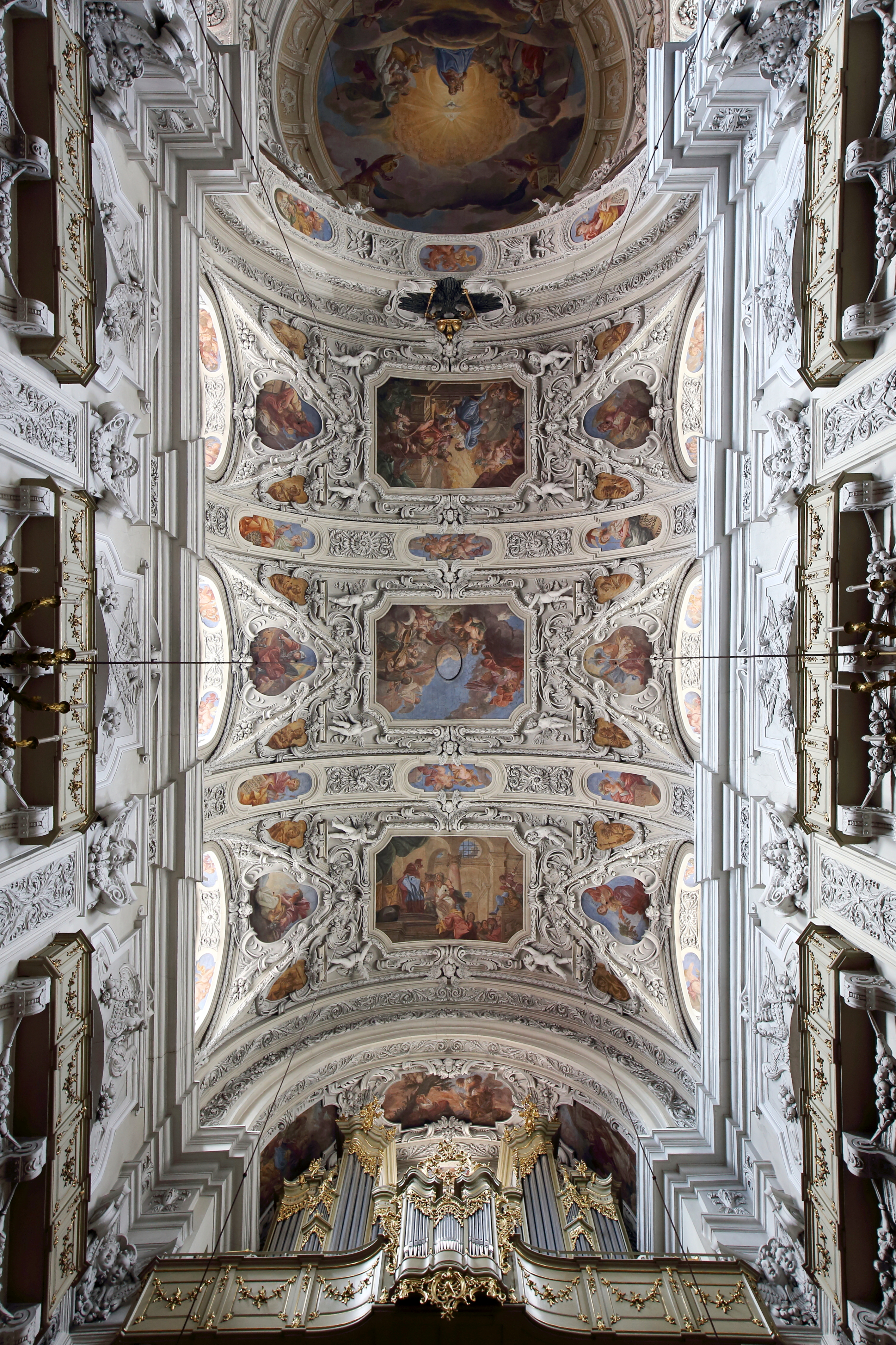
Fresco middenschip
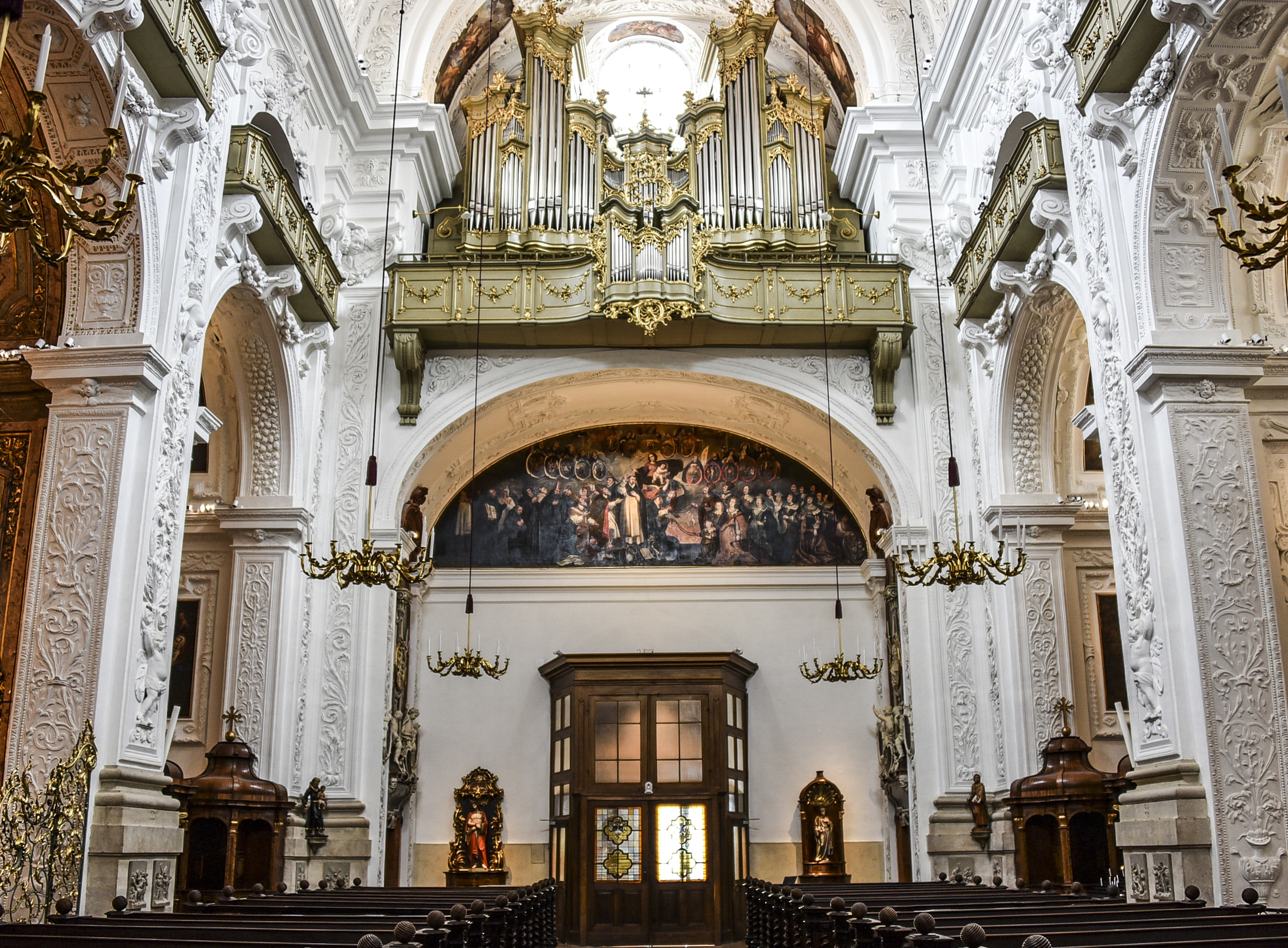
Kerkorgel